# Mielno Pyrzyckie
Mielno Pyrzyckie est une localité polonaise de la gmina rurale de Kozielice située dans le powiat de Pyrzyce en voïvodie de Poméranie-Occidentale. Elle se situe à environ 6 km au sud-ouest de Pyrzyce et 39 km au sud-est de la capitale régionale Szczecin.

## Géographie

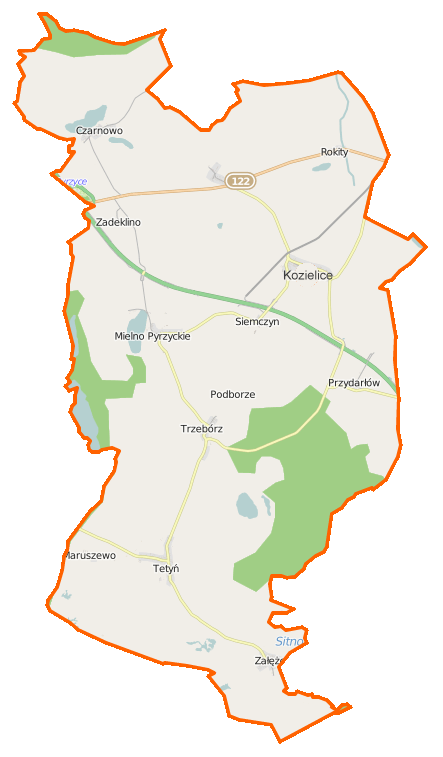
Carte de la gmina de Kozielice.

## Histoire
De 1815 à 1945, Groß Möllen fait partie de l'arrondissement de Pyritz dans le district de Stettin au sein de la province de Poméranie